# کیتی فدرستن
کِیتی دایان فِدرستـِن (انگلیسی: Katie Dianne Featherston؛ زادهٔ ۲۰ اکتبر ۱۹۸۲) یک هنرپیشه اهل ایالات متحده آمریکا است. وی از سال ۲۰۰۵ میلادی تاکنون مشغول فعالیت بوده‌است.
از فیلم‌ها یا برنامه‌های تلویزیونی که وی در آن نقش داشته‌است می‌توان به فعالیت فراطبیعی، فعالیت فراطبیعی ۲ و فعالیت فراطبیعی ۳ و فعالیت فراطبیعی ۴ و فعالیت فراطبیعی: نشانه‌گذاری شده‌ها و فعالیت فرا طبیعی: ابعاد شبح اشاره کرد.